# Alincia Williams-Grant
Alincia Williams-Grant được bổ nhiệm làm Thượng nghị sĩ và được bầu làm Chủ tịch Thượng viện Nghị viện ở Antigua và Barbuda vào tháng 6 năm 2014.

## Đầu đời
Alincia Williams-Grant có bằng Cử nhân Luật (LL. B.) từ Đại học Wolverhampton và Chứng chỉ Giáo dục Pháp lý của Trường Luật Hugh Wooding.

## Nghề nghiệp
Trước khi được bổ nhiệm tại Thượng viện, Thượng nghị sĩ Williams-Grant đã phục vụ sáu năm trong Hội đồng quản trị của Ngân hàng Thương mại Antigua (ACB) từ năm 2008. Bà cũng từng là thành viên của Ủy ban quản trị doanh nghiệp, nguồn nhân lực và đầu tư và bà là Chủ tịch của Ủy ban đánh giá chiến lược. Bà là cựu Cố vấn pháp lý / Thư ký doanh nghiệp cho Hội đồng quản trị của Tập đoàn ACB và trước đây làm Chuyên viên pháp lý tại Ngân hàng Trung ương Đông Caribbean giai đoạn từ 2002-2004.
Trong tám năm, Thượng nghị sĩ Williams-Grant là Giám đốc điều hành và Luật sư cao cấp tại cơ quan hành nghề luật dân sự của Williams Grant Inc., Luật sư-Luật sư & Công chứng viên. Thượng nghị sĩ Williams-Grant được công nhận vì sự quan tâm của bà đối với sự phát triển của cộng đồng và quốc gia. Bà đã đảm nhận chức vụ ở nhiều cấp độ khác nhau của Câu lạc bộ Quốc tế Kiwanis địa phương, bao gồm Chủ tịch Câu lạc bộ, và đã giữ và tiếp tục giữ vị trí giám đốc và thư ký của các tổ chức từ thiện địa phương và các tổ chức phi chính phủ được thiết kế để trao quyền và phục vụ phụ nữ và thanh niên. Bà là Thủ quỹ của Hội đồng luật sư Antigua và Barbuda từ năm 2009 đến 2015 và hiện đang giữ vị trí Ủy viên và Thành viên điều hành của Hiệp hội Lao động và Truyền thống Antigua. Bà đã tham gia cuộc thi Chính trị Antigua & Barbuda tại Khu vực bầu cử của St. George năm 2007 và làm Cố vấn pháp lý cho Đảng.